# Holsteinborg Nor
Holsteinborg Nor  er et nor ved den sydsjællandske dobbeltkyst mellem Skælskør og Næstved, hvor øer og holme ligger som et værn mod havet og beskytter lavvandede fjordområder bagved.  Noret, der ligger i Slagelse Kommune, er en del af Natura 2000-område nr. 162 Skælskør Fjord og havet og kysten mellem Agersø og Glænø, er udlagt som trækfugle- og vildtreservat og ved nordbredden blev 276 hektar fredet i 1936.
Holsteinborg Nor beskyttes mod havet af den bakkede Glænø, og de lavtliggende strandfælleder, Østerfed og Vesterfed på hver side af denne. 
Glænø er forbundet til fastlandet med en dæmning mod vest. Den var fra begyndelsen ikke ment som nogen trafikforbindelse til øen, men blev anlagt i 1870'erne som et led i en plan om at afvande Holsteinborg Nor. Afvandingen blev dog aldrig til noget, men dæmningen forhindrede meget af vandstrømmen til og fra Noret. Dermed var den med til at øge tilgroningen af vandområderne.
De beskyttede forhold bevirker, at noret i perioder er tørlagt. De lavvandede områder betyder også at området efterhånden vokser til, ikke mindst med tagrør.

## Flora og Fauna

### Plantelivet
Langs nordbredden af Holsteinborg Nor ligger strandenge og rørsumpe med en rig flora af for eksempel tætblomstret hindebæger, strandsiv, asparges og strand-mandstro for blot at nævne nogle få. Ud over de mere almindelige arter vokser her også den sjældne drue-gåsefod og en virkelig specialitet – en krydsning mellem engbyg og almindelig kvik. Denne krydsning kendes kun fra strandenge ved Stubberup og et enkelt sted i England.

### Dyrelivet
Der er en stor  skarvkoloni på den lille ubeboede ø Ormø. Der er aktivitet i kolonien en stor del af året, og fuglenes flugt frem og tilbage til kolonien samt fouragering i området kan følges på afstand flere steder. Skarvkolonien har i de senere år ligget på omkring 4.500 par og er dermed Danmarks næststørste. Det svarer til omkring 5% af den samlede ynglebestand af skarver i landet. Fiskehejren yngler med ca. 150-200 par.
Andre almindelige ynglefugle ved Holsteinborg Nor er edderfugl, sølvmåge, stormmåge, hættemåge, havterne og knopsvane, men også store flokke af gæs, ænder og blishøns ses i vinterhalvåret. De mange vandfugle tiltrækker havørne , som ofte kan ses svæve på stive vinger på udkig efter et bytte. Ørne og andre rovfugle overnatter regelmæssigt på Ormø.